# Sea Traffic Management
Sea Traffic Management (STM) är en metod för att guida och övervaka sjötrafiken på ett liknande sätt som flygledning. Metoden är  utvecklad under 2010-2015 av Sjöfartsverkets Monalisa-projekt, medfinansierat av Europeiska kommissionen. Metoden valideras sedan genom ett valideringsprojekt från 2015 till 2018.

## Bakgrund
Den 31 december 2004 införde Internationella sjöfartsorganisationen en reglering som kräver automatiskt identifieringssystem Automatic Identification System.

## Metodik
Metodiken som tagits fram stöder tjänster som:
- Rutt optimering: att fartygen kan få en rutt med minsta möjliga bränsleåtgång och miljöpåverkan uifrån aktuellt väder, distans och vattenmotstånd.
- Validering av rutter: Att fartyg via en landcentral ger en extra kontroll att rutten är säker med hänsyn till fartygets djupgående och att känsliga områden undviks.
- Övervakningstjänster: om fartyg avviker från rutten eller är på väg på grund/ land.
- Uppdaterade isrutter: Rutter anpassade till det rådande isläget
- Ruttutbyte mellan fartyg
- Effektivare hamnanlöp

## Valideringsfasen
Under valideringen som sker under 2015 till 2018 testas metodiken ombord på 300 testfartyg, en grupp i Norden och en i Medelhavet. Valideringsprojektet har mer än 50 partners, från industrin, myndigheter och universitet från 13 europeiska länder och det har en budget på 43 miljoner Euro. 50% av finansieringen kommer från EU inom ramen för "Connecting Europe Facility".

### Fotnoter
1. 1 2  ”Sea Traffic Management Validation Project”. Sjöfartsverket. Arkiverad från originalet den 29 juni 2017. https://web.archive.org/web/20170629220422/http://sjofartsverket.se/sv/Om-oss/Forskning-och-innovation/Sea-Traffic-Management-Validation-Project/. Läst 17 maj 2017.
2. ↑  ”AIS transponders” (på engelska). Internationella sjöfartsorganisationen. Arkiverad från originalet den 28 maj 2020. https://web.archive.org/web/20200528090657/http://www.imo.org/en/OurWork/Safety/Navigation/Pages/AIS.aspx. Läst 16 januari 2017.